# Elysiaca elliptica
Elysiaca elliptica är en insektsart som först beskrevs av Oshanin 1871.  Elysiaca elliptica ingår i släktet Elysiaca och familjen Dictyopharidae. Inga underarter finns listade i Catalogue of Life.